# Peugeot 3008 (2024)
La Peugeot 3008 III è la terza generazione dell'omonimo SUV prodotta dalla casa automobilistica francese Peugeot dal 2024.

## Presentazione e profilo
La presentazione alla stampa è avvenuta il 12 settembre 2023 nella fabbrica Peugeot di Sochaux. Viene commercializzata dal mese di febbraio 2024 ed è in concorrenza con Renault Kadjar, Nissan Qashqai e Volkswagen Tiguan. La 3008 è assemblata in Francia nello stabilimento PSA di Sochaux. La vettura viene fornita sia in versione elettrificata che in versione ibrida.

## Design
Come la versione precedente, anche questa vettura viene definita come un vero e proprio SUV di medie dimensioni, contenente tutti i tratti caratteristici della categoria. Il suo stile è di rottura, soprattutto nella variante coupé inoltre si ritrova il family feeling del brand. Ritroviamo la griglia anteriore e il frontale col logo del leone al centro della mascherina, che viene anche usato sul concept car Peugeot Exalt. Come la precedente generazione, la 3008 non ha il portellone diviso in due parti con ribaltina presente nella prima generazione per adottare un più normale portellone singolo con un piano di scorrimento dei sedili più efficiente per contenere il peso. Rispetto alla precedente generazione le dimensioni crescono notevolmente.

## Telaio
La terza generazione della 3008 è basata sulla pianale STLA Medium realizzata per vetture di dimensioni medio-grandi.

## Motorizzazioni
Al momento la vettura è disponibile in tre varianti elettriche:
- Standard con motore elettrico anteriore da 213 CV (157 kW) e batteria da 73 kWh, autonomia dichiarata di 517-527 km (ciclo WLTP).
- Dual Motor con doppio motore elettrico da 320 CV totali, trazione integrale e 525 km di autonomia (WLTP).
- Long Range, con motore singolo anteriore da 230 CV, trazione anteriore, batteria da 98 kWh e 700 km di autonomia (WLTP).

La variante Hybrid è composta dal motore benzina 1.2 THP PureTec tre cilindri da 136 CV, abbinata a mini-motore elettrico da 15 kW e cambio automatico doppia frizione a 6 rapporti, la trazione è anteriore.